# ESV Mannheim
Der Eisenbahner Sportverein Mannheim war ein deutscher Sportverein mit Sitz in der baden-württembergischen Stadt Mannheim. Die erste Männer-Mannschaft der Volleyball-Abteilung spielte in den 1980er Jahren vier Jahre lang in der 2. Bundesliga Süd.

## Geschichte
Die erste Männer-Mannschaft der Volleyballer stieg zur Saison 1981/82 aus der Regionalliga in die 2. Bundesliga Süd auf. Am Ende dieser Spielzeit platzierte sich das Team mit 18:18 Punkten auf Platz vier. In der Folgesaison reichte es mit 12:24 Punkten mit Platz acht für den Klassenerhalt. In seiner dritten Saison in der zweiten Liga reichte es mit 10:26 Punkten für den Klassenerhalt, weil der Punktgleiche TV Hülzweiler weniger Sätze gewonnen hatte. In der Spielzeit 1984/85 stieg die Mannschaft mit 12:24 Punkten über den neunten Platz in die Regionalliga ab.
Vermutlich 1985 wurde der Verein in den ESV Blau-Weiß Mannheim integriert. Dieser hat heutzutage keine Volleyball-Abteilung mehr. Auch einige Jahre danach wurde der Verein aber noch unter anderem als ESC/ESV Mannheim bezeichnet.